# ابن خويز منداد
ابن خُويز منداد ( - 390 هـ) هو فقيه مالكي عراقي، تلقى الفقه من الأبهري وسمع الحديث، وروى عن أبي داسة، وأبي الحسن التمار، وأبي الحسن المصيصي، وأبي إسحاق التجيبي، وأبي العباس الأصم، وله كتاب كبير في الخلاف، وكتاب في أصول الفقه، وفي أحكام القرآن(1).

## اسمه وكنيته
اسمه محمد بن أحمد بن علي بن إسحاق وقال ابن الغزي اسمه "محمد بن أحمد بن عبد الله، الإمامُ العلامةُ شيخُ المالكية أبو بكر البغداديُّ". كنيته أبو بكر، وقيل أبو عبد الله.

## آراؤه الفقهية
قال الشيرازي في ابن خويز "وعنده شواذ عن مالك، وله اختيارات وتأويلات على المذهب في الفقه، والأصول، لم يرجع عليها حذاق المذهب"، قال محمد جالو في مقالته (مكانة ابن خويز منداد العلمية) "ويمكن أن يناقش هذا القول: بأن هذا الشذوذ شذوذ مقيد، وبعبارة أخرى فهو شذوذ مذهبي لا يعدو أن تكون مخالفةٌ لمشهور المذهب الذي ينتمي إليه المخالف، وليس شذوذا مطلقا لم يقل به أحد من علماء الأمة، بل قد يكون هذا القول المحكوم عليه بالشذوذ داخل مذهبٍ ما رأيا راجحا في مذاهب أخرى، ويمكن أن يمثل لذلك بمسألة ارتفاع الحدث بالتيمم، فالمشهور عند المالكية أن التيمم مبيح للعبادة لا رافع، والشاذ أنه رافع للحدث، وهذا هو مذهب السادة الحنفية وبعض الأئمة كما سبق نقله، وقول الإمام ابن خويز منداد.

### المجاز
نُسبَ إلى ابن خويز أن المجاز موجود في اللغة ولا يوجد في القرآن. وسبب رأيه أن المجاز أخو الكذب والقرآن منزه عنه وأن المتكلم لا يعد إليه إلا إذا ضاقت به الحقيقة فيستعير وذلك محال على الله تعالى، قال السيوطي في الإتقان "وأما المجاز فالجمهور أيضا على وقوعه فيه وأنكره جماعة منهم الظاهرية وابن القاص من الشافعية وابن خويز منداد من المالكية وشبهتهم أن المجاز أخو الكذب والقرآن منزه عنه وأن المتكلم لا يعد إليه إلا إذا ضاقت به الحقيقة فيستعير وذلك محال على الله تعالى وهذه شبهة باطلة ولو سقط المجاز من القرآن سقط منه شطر الحسن، فقد اتفق البلغاء على أن المجاز أبلغ من الحقيقة ولو وجب خلو القرآن من المجاز وجب خلوه من الحذف والتوكيد وتثنية القصص وغيرها".

## رأيه في علم الكلام
قال الشيرازي "وكان يجانب الكلام جملة، وينافر أهله، حتى تعدى ذلك إلى منافرته المتكلمين من أهل السنة، وحكم على الكل بأنهم من أهل الأهواء، الذين قال مالك في مناكحتهم وشهادتهم وإمامتهم وعيادتهم وجنائزهم ما قال رحمه الله"..

## مولده ووفاته
لم تذكر المصادر التي تعرضت لترجمة الإمام ابن خويز منداد سنة ولادته، ولا سنة وفاته على وجه التحديد، وإنما اتفقت على أنه رحمه الله عاش في القرن الرابع الهجري، وقد ترجم له الإمام الذهبي وأرخ وفاته في سنة 390 هـ.

## الهوامش
- «1»: ذكر ذلك القاضي عياض في ترتيب المدارك.